# 富田林市立藤陽中学校
富田林市立藤陽中学校（とんだばやししりつとうようちゅうがっこう）は、大阪府富田林市にある公立中学校。
ニュータウンに位置する。旧住宅公団が開発した金剛東団地の、藤沢台と向陽台の2つの地域の名称を合わせ「藤陽」の校名が名づけられている。

## 沿革
- 1986年4月1日 - 開校
- 1990年4月1日 - 富田林市立明治池中学校を分離

## 交通
- 近鉄バス・南海バス 向陽台二丁目バス停下車。
- 近鉄長野線 富田林駅 西へ約2.5km。
- 南海高野線 金剛駅 北東へ約2.9km。